# 史色甲龍屬
史色甲龍屬（學名：Ahshislepelta）是甲龍下目甲龍科恐龍的一屬，生存於白堊紀晚期的北美洲。
正模標本（編號SMP VP-1930）是一個關節相連、不完整的身體骨骼，是個成年個體，包含：肩帶、部分左前肢、脊椎、皮內成骨。這些化石是在2005年到2009年發現於美國新墨西哥州的聖胡安盆地，屬於Kirtland組的Hunter Wash段。在2011年，羅伯特·蘇利文（Robert M. Sullivan）、Michael E. Burns將這些化石進行敘述、命名，模式種是小史色甲龍（Ahshislepelta minor）。屬名是以化石發現處的地名Ah-shi-sle-pah Wash為名，pelta在古希臘文意為「盾牌」；種名在拉丁文意為「小的」，意指這個成年標本與其他北美洲甲龍科相比，體型相當小。史色甲龍的肱骨長31公分。
史色甲龍被歸類於甲龍科的甲龍亞科。